# Владимир Гелфанд
Владимир Натанович Гелфанд (на украински: Володи́мир Ната́нович Ге́льфанд, на руски: Влади́мир Ната́нович Ге́льфанд) е съветски офицер, писател мемоарист и ветеран от Втората световна война. Става  известен като автор на дневници от  войната години след смъртта си. Записките му се смятат за уникално свидетелство за живота на съветския войник на фронта и в следвоенна Германия.
Роден е на 1 март 1923 г., в с. Новоархангелск, Одеска губерния. Още като ученик проявява активност в обществения и културния живот – редактор е на училищния стенвестник, агитатор и участник в конкурси по художествено четене. След завършване на гимназията постъпва в Днепропетровския институт за подготовка на кадри за промишлеността, където учи до началото на войната. През април 1942 г. става доброволец в Червената армия, воюва на Южния фронт, в Полша и в Германия, и завършва войната със звание лейтенант.
През цялата си служба Гелфанд води подробни дневници, в които с необикновена откровеност описва фронтовия живот, отношенията с другарите си, срещите с местното население и собствените си вътрешни преживявания. Записките му съдържат наблюдения за дисциплината, насилието, разочарованията, идеологията и ежедневието на съветския войник. Особено внимание отделя на следвоенното време в Германия и на контактите си с германското общество.
След демобилизацията се завръща в Днепропетровск, където работи като учител по история, но редовно се сблъсква с битови трудности, антисемитизъм и идеологически натиск. Литературните му опити в Съветския съюз остават ограничени до кратки вестникарски дописки и стихове. След смъртта му неговият син намира дневниците му и много снимки. През 2000-те години те му са публикувани отначало в Германия и Швеция, а по-късно в Русия, и предизвикват интерес сред широка аудитория и сред историците.
Днес дневниците на Владимир Гелфанд се считат за важен исторически източник за войната, съветския войник и следвоенна Европа. Те са преведени на няколко езика, често се цитират в научните изследвания и допринасят за преосмислянето на утвърдените представи за Червената армия. Умира на 25 ноември 1983 г. в Днепропетровск.

## Издания
- 2002: Германия, Tagebuch 1941–1946 ISBN 3-87989-360-8.
- 2005: Германия, Deutschland Tagebuch 1945–1946 ISBN 3-351-02596-3.
- 2006: Швеция, Tysk dagbok 1945–46 ISBN 91-88858-21-9.
- 2008: Германия, Deutschland Tagebuch 1945–1946 ISBN 3746681553.
- 2012: Швеция, Tysk dagbok 1945–46 ISBN 9789186437831.
- 2015: Русия, Владимир Гелфанд. Дневник 1941–1946 ISBN 978-5-8243-1983-5, ISBN 978-5-9953-0395-4.
- 2016: Русия, Владимир Гелфанд. Дневник 1941–1946 ISBN 978-5-8243-2023-7, ISBN 978-5-9953-0437-1.